# 约维察·茨韦特科维奇
约维察·茨韦特科维奇（羅馬化：Jovica Cvetković，1959年9月18日—），塞尔维亚男子手球运动员。他曾代表南斯拉夫国家队参加1980年夏季奥林匹克运动会手球比赛，获得第6名。